# Abraham González, Chiapas
Abraham González är en ort i Mexiko.   Den ligger i kommunen Mapastepec och delstaten Chiapas, i den sydöstra delen av landet, 800 km sydost om huvudstaden Mexico City. Abraham González ligger 21 meter över havet och antalet invånare är 658.
Terrängen runt Abraham González är platt. Runt Abraham González är det ganska glesbefolkat, med 27 invånare per kvadratkilometer. Närmaste större samhälle är Mapastepec, 7,5 km norr om Abraham González. Omgivningarna runt Abraham González är en mosaik av jordbruksmark och naturlig växtlighet.